# Hispano-Argentina

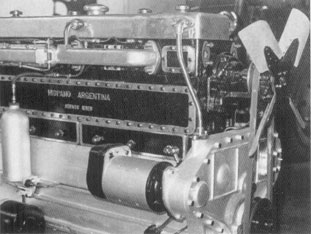
Dieselmotor: Motor Criollo

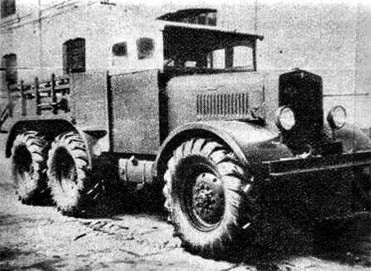
Criollo-LKW von Hispano-Argentina

Hispano-Argentina Fábrica de Automóviles SA (HAFDASA) war ein argentinisches Unternehmen im Bereich von Kraftfahrzeugen.

## Unternehmensgeschichte
Carlos Ballester gründete 1925 das Unternehmen in Buenos Aires. Er begann mit dem Import von Automobilen von Hispano-Suiza. Außerdem stellte er ab den 1930er Jahren Waffen her. Sein Sohn Carlos Ballester-Molina entwickelte 1934 einen Dieselmotor namens Motor Criollo, der erfolgreich angeboten wurde. 1937 kam die Produktion von Nutzfahrzeugen und 1938 oder 1940 die von Personenkraftwagen dazu. Der Markenname lautete Hispano-Argentina. Nach Ende des Zweiten Weltkriegs wurde die Fahrzeugproduktion nicht fortgesetzt. Laut einer Quelle wurde das Unternehmen 1961 aufgelöst.

## Produkte

### Lastkraftwagen und Dieselmotoren
Die Dieselmotoren gab es als Vier- und Sechszylindermotoren. Sie leisteten je nach Ausführung 75 PS, 95 PS oder 150 PS. Hiervon entstanden mehrere hundert Stück.
Die Lastkraftwagen und Omnibusse des Unternehmens verwendeten diese Motoren ebenfalls.

### Personenwagen
Die großen Pkw des Herstellers gab es ebenfalls mit den eigenen Dieselmotoren. Überliefert sind zwei verschiedene viertürige Limousinen. Eine war konventionell gestaltet, die andere dagegen aerodynamisch geformt mit kleinen Fenstern und ohne Trittbretter. Es blieb bei diesen beiden Prototypen.
Daneben gab es den Kleinwagen PBT. Er hatte einen Zweizylindermotor. Eine Quelle nennt einen Zweitaktmotor mit 550 cm³ Hubraum, eine andere einen Viertaktmotor mit 70 mm Bohrung, 70 mm Hub, 539 cm³ Hubraum und 22 PS Leistung. Dieses Modell wurde entweder von 1938 bis 1939 oder während des Zweiten Weltkriegs produziert. Hiervon entstanden etwa 20 bis 32 Fahrzeuge.

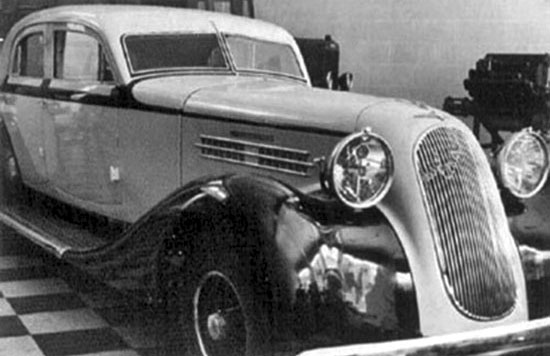
Hispano-Argentina als viertürige Limousine
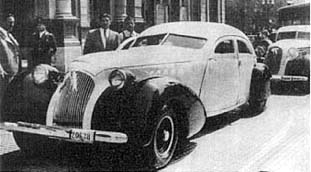
Hispano-Argentina als viertürige Limousine mit aerodynamischem Aufbau
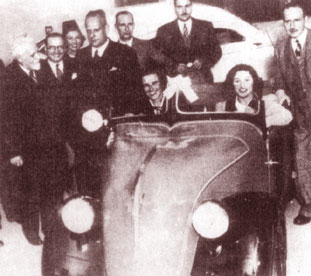
Hispano-Argentina PBT

### Waffen
Bekannt ist die Pistole Ballester-Molina und Maschinenpistole Hafdasa C-4.

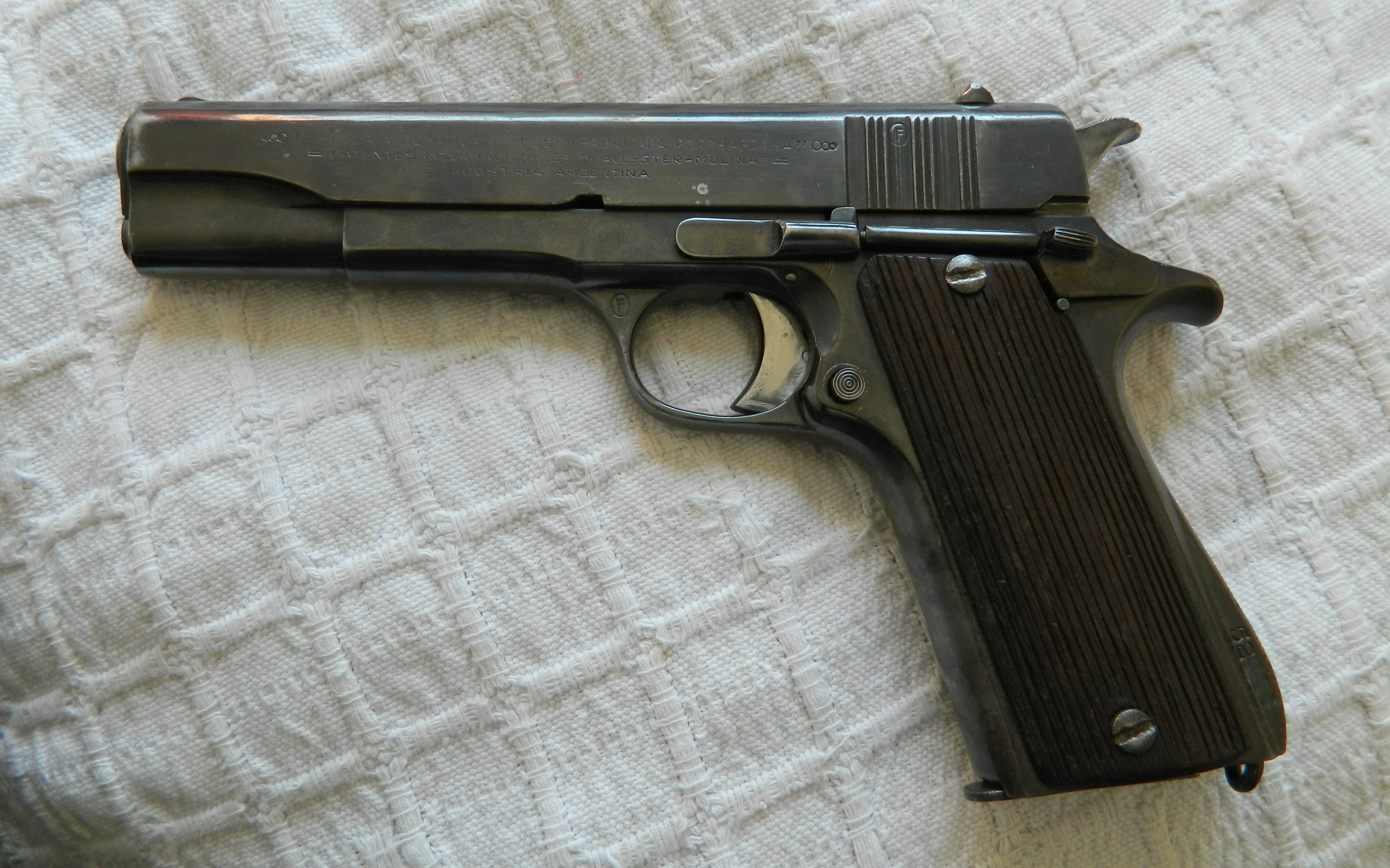
Selbstladepistole Ballester–Molina
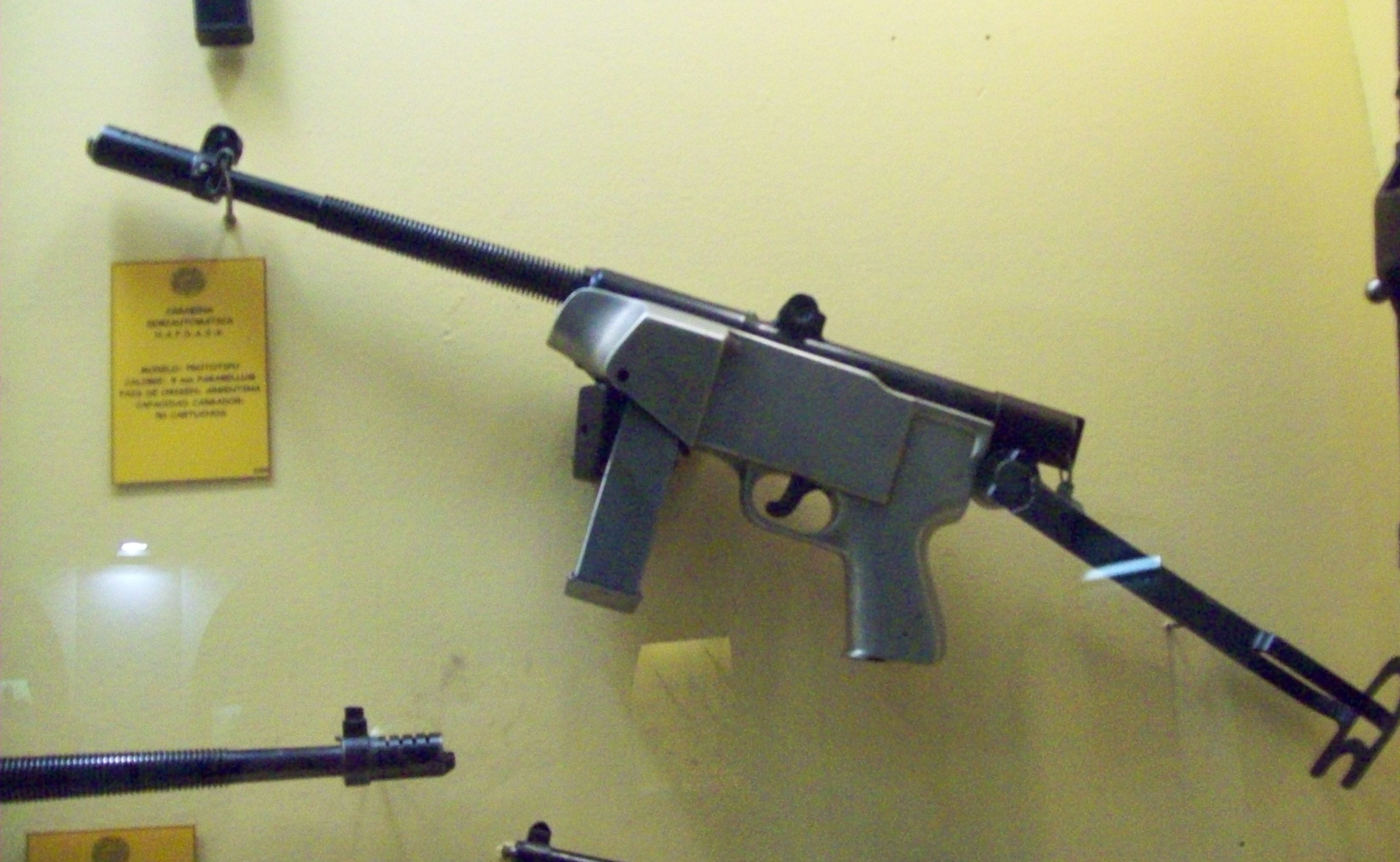
Maschinenpistole Hafdasa C-4